# Flecainide
La  flecainide è un antiaritmico di classe IC, attualmente in commercio negli USA con il nome di Tambocor e in Italia con i nomi di Fleiderina e Almarytm.

## Indicazioni
Il suo impiego clinico è soprattutto indirizzato sulle aritmie sopraventricolari, specie quelle da rientro come la sindrome di Wolff-Parkinson-White.
Un altro impiego del farmaco, ad uso esclusivamente ospedaliero, è per via endovenosa e viene utilizzato come test provocativo nella diagnosi della Sindrome di Brugada.

## Controindicazioni
Controindicata in soggetti affetti da insufficienza epatica e  renale, nell'insufficienza cardiaca e in pazienti con storia di infarto del miocardio con ectopie ventricolari asintomatiche o tachicardia ventricolare asintomatica non sostenuta. Da evitare in caso di gravidanza e allattamento materno. Un discorso a parte va fatto per i portatori di pacemaker, infatti il farmaco aumenta la soglia di stimolazione elettrica fino al 200% e anche la soglia della defibrillazione, pertanto tali pazienti dovranno essere seguiti con particolare attenzione.

## Effetti indesiderati
Fra gli effetti collaterali più frequenti si riscontrano  vomito, ittero, nausea, dispnea, atassia, discinesia, orticaria, ipotensione, polmoniti, vertigine.